# Mecklenburgische Seenplatte (huyện)
Mecklenburgische Seenplatte là một huyện (Landkreis) ở phía Đông nam bang Mecklenburg-Vorpommern, Đức. Các địa phương xung quanh theo chiều kim đồng hồ là các huyện Ludwigslust-Parchim, Rostock (huyện), Vorpommern-Rügen, Vorpommern-Greifswald, và bang Brandenburg ở phía Nam. Thủ phủ của huyện là thị trấn Neubrandenburg.

## Lược sử
Huyện được thành lập tháng 9 năm 2011 trên cơ sở sáp nhập từ các huyện cũ Müritz, Mecklenburg-Strelitz và phần lớn huyện Demmin.

## Xã và thị trấn
| Amt-free towns                                                         | Amt-free municipalities      |
| ---------------------------------------------------------------------- | ---------------------------- |
| 1. Dargun 2. Demmin 3. Neubrandenburg 4. Neustrelitz 5. Waren (Müritz) | 1. Feldberger Seenlandschaft |

| Ämter | Ämter | Ämter | Ämter |
| --- | --- | --- | --- |
| - 1. Demmin-Land [seat: Demmin] 1. Beggerow 2. Borrentin 3. Hohenbollentin 4. Hohenmocker 5. Kentzlin 6. Kletzin 7. Lindenberg 8. Meesiger 9. Nossendorf 10. Sarow 11. Schönfeld 12. Siedenbrünzow 13. Sommersdorf 14. Utzedel 15. Verchen 16. Warrenzin - 2. Friedland 1. Datzetal 2. Friedland1, 2 3. Galenbeck 4. Genzkow - 3. Malchin am Kummerower See 1. Basedow 2. Duckow 3. Faulenrost 4. Gielow 5. Kummerow 6. Malchin1, 2 7. Neukalen2 - 4. Malchow 1. Alt Schwerin 2. Fünfseen 3. Göhren-Lebbin 4. Malchow1, 2 5. Nossentiner Hütte 6. Penkow 7. Silz 8. Walow 9. Zislow | - 5. Mecklenburgische Kleinseenplatte 1. Mirow1, 2 2. Priepert 3. Wesenberg2 4. Wustrow - 6. Neustrelitz-Land (seat: Neustrelitz) 1. Blankensee 2. Blumenholz 3. Carpin 4. Godendorf 5. Grünow 6. Hohenzieritz 7. Klein Vielen 8. Kratzeburg 9. Möllenbeck 10. Userin 11. Wokuhl-Dabelow - 7. Neverin 1. Beseritz 2. Blankenhof 3. Brunn 4. Neddemin 5. Neuenkirchen 6. Neverin1 7. Sponholz 8. Staven 9. Trollenhagen 10. Woggersin 11. Wulkenzin 12. Zirzow - 8. Penzliner Land 1. Ankershagen 2. Kuckssee 3. Möllenhagen 4. Penzlin1, 2 | - 9. Röbel-Müritz 1. Altenhof 2. Bollewick 3. Buchholz 4. Bütow 5. Fincken 6. Gotthun 7. Grabow-Below 8. Groß Kelle 9. Kieve 10. Lärz 11. Leizen 12. Ludorf 13. Massow 14. Melz 15. Priborn 16. Rechlin 17. Röbel1, 2 18. Schwarz 19. Sietow 20. Stuer 21. Vipperow 22. Wredenhagen 23. Zepkow - 10. Seenlandschaft Waren [seat: Waren] 1. Grabowhöfe 2. Groß Plasten 3. Hohen Wangelin 4. Jabel 5. Kargow 6. Klink 7. Klocksin 8. Moltzow 9. Peenehagen 10. Schloen-Dratow 11. Torgelow am See 12. Varchentin 13. Vollrathsruhe - 11. Stargarder Land 1. Burg Stargard1, 2 2. Cölpin 3. Groß Nemerow 4. Holldorf 5. Lindetal 6. Pragsdorf | - 12. Stavenhagen 1. Bredenfelde 2. Briggow 3. Grammentin 4. Gülzow 5. Ivenack 6. Jürgenstorf 7. Kittendorf 8. Knorrendorf 9. Mölln 10. Ritzerow 11. Rosenow 12. Stavenhagen1, 2 13. Zettemin - 13. Treptower Tollensewinkel 1. Altenhagen 2. Altentreptow1, 2 3. Bartow 4. Breesen 5. Breest 6. Burow 7. Gnevkow 8. Golchen 9. Grapzow 10. Grischow 11. Groß Teetzleben 12. Gültz 13. Kriesow 14. Pripsleben 15. Röckwitz 16. Siedenbollentin 17. Tützpatz 18. Werder 19. Wildberg 20. Wolde - 14. Woldegk 1. Groß Miltzow 2. Kublank 3. Neetzka 4. Petersdorf 5. Schönbeck 6. Schönhausen 7. Voigtsdorf 8. Woldegk1, 2 |
| 1seat of the Amt; 2town | | | |